# Strabon
Strabon (tudi Strabo) [strábon/strábo] (»škilav«; starogrško starogrško Στράβων Strábon, latinsko Strabo), grški geograf, zgodovinar in filozof, * 63 pr. n. št./64 pr. n. št., Amaseja (Amasija) v Pontu, (danes Amasja v Turčiji), † okoli 24 pr. n. št. (19, 20 pr. n. št.).

## Življenje in delo
Strabon je veliko potoval. Sam se je hvalil, da ni noben geograf prepotoval več od njega. Leta 29. pr. n. št. je prišel v Rim, leta 24 pr. n. št. pa je odpotoval v Egipt in ga prepotoval od Aleksandrije. Bil je tudi v Etiopiji. Vrnil se je v Rim, ki je po razdejanju Kartagine hitro postajal najmočnejša sila v Sredozemlju. Imel je filozofsko izobrazbo, ukvarjal se je z zgodovino.
Nadaljeval je Polibijevo delo Zgodovina Rima v 47. knjigah, ki je danes izgubljena. Skoraj v celoti je ohranjena njegova Geografija (grško Geografika, Geographica) v 17. knjigah (1 - 2 fizična geografija, 3 - 10 Evropa, 11 - 16 Azija, 17 Afrika). Napisana je v večini po starejših avtorjih, največ pa je naslonjena na Eratostena, s katerim se ni mogel meriti v matematiki. Vsebuje tudi podrobnosti iz mitologije, književnosti in kulture. Strabon ni bil dovolj kritičen, vendar je pisal zanimivo.
Poleg Ptolemeja je njegovo delo glavni vir za antično geografijo. Njegovi opisi postanejo izven Sredozemlja popačeni. Vztrajal je tudi pri mnenju, da je bil Homer natančen in se ni menil za boljše podatke, ki jih je lahko našel pri Herodotu. Spoznal je, da je Vezuv ognjenik, čeprav tedaj ljudje niso pomnili njegovega zadnjega izbruha, naslednjega pa je pogubno dočakal šele Plinij starejši. Strabon je razpravljal tudi o tem, kako reke oblikujejo zemljišče. Prevzelo ga je, kako majhen del Zemlje pokriva znani svet, in je menil, da obstajajo še neznane celine.